# بوگویویچی
بوگویویچی (به صربی: Bogojevići) یک منطقهٔ مسکونی در صربستان است که در آرییه واقع شده‌است. بوگویویچی ۷٫۷۶ کیلومتر مربع مساحت و ۶۳۴ نفر جمعیت دارد و ۳۸۸ متر بالاتر از سطح دریا واقع شده‌است.